# Adenoma adrenal
Adenoma adrenal, Adenoma suprarrenal ou Adenoma adrenocortical é um tumor benigno da glândula adrenal, bastante comuns (encontrados em mais de 1% das autópsias), geralmente pequenos (2 a 5cm), encapsulados, sólidos, solitários, homogêneos, amarelados e raramente se tornam malignos (~1 a cada 10.000). A maioria não causa sintomas e não precisa de tratamento, porém quando secretam hormônios adrenais causam doenças endócrinas.

## Causas

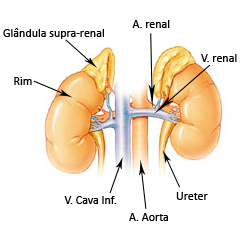
Glândula suprarrenal ou adrenal.

A maioria aparecem em pessoas sem familiar com diagnóstico conhecido desse tumor, mas síndromes genéticas são seu principal fator de risco, como Neoplasia endócrina múltipla do tipo 1(NEM1) e polipose adenomatosa familiar (PAF). Essas síndromes são autossômicas dominantes e aumentam o risco de desenvolver múltiplos adenomas.

## Signos e sintomas
A maioria dos adenomas não causa sintomas e são chamados de inativos. Os ativos produzem algum hormônio adrenal, e dependendo de qual produz causa uma síndrome paraneoplásica diferente:
- Excesso de aldosterona: causa hiperaldosteronismo primário(Síndrome de Conn);
- Excesso de cortisol: causa síndrome de Cushing;
- Excesso de andrógenos: causa hiperandrogenismo.

## Diagnóstico
Os exames de imagem geralmente detectam esse tumor incidentalmente por causas não relacionadas, nesse momento pode ser apelidados de incidentaloma. Geralmente é necessário acompanhar seu crescimento para garantir que não é um tumor maligno com tomografia computadorizada (TC), ressonância magnética (RM) e/ou tomografia por emissão de pósitrons (PET scan). Algumas médicos podem pedir uma biópsia do tumor para confirmar o diagnóstico. Testes de laboratório que avaliam os níveis os hormônios no sangue ou na urina podem ser usados para determinar se o adenoma adrenal é funcional ou não funcional.

## Tratamento
Os adenomas adrenais inativos podem ser acompanhados com exames de imagem anuais para verificar se não sofreram transformação maligna. Os adenomas ativos são removidos cirurgicamente e o efeito do excesso de hormônios pode ser bloqueado com medicamentos.